# Ottleya greenei
Ottleya greenei är en ärtväxtart som först beskrevs av Wooten och Paul Carpenter Standley, och fick sitt nu gällande namn av Dmitry Dmitrievich Sokoloff. Ottleya greenei ingår i släktet Ottleya och familjen ärtväxter. Inga underarter finns listade i Catalogue of Life.